# NGC 366
NGC 366 (другое обозначение — OCL 316) — рассеянное скопление в созвездии Кассиопея. Джон Дрейер описывал его «кластер, маленькая».
По последним оценкам, расстояние скопления от Солнечной системы составляет 5800 световых лет и его возраст 26 миллионов лет. Кажущийся его размер составляет 4,0 угловых минут, что с учетом расстояния дает максимальный фактический размер приблизительно 6,8 световых лет.
Согласно классификации открытых скоплений Роберта Трюмплера, NGC 366 содержит менее 50 звезд, концентрация которых средняя (II) и величины которых распределены на большом интервале (число 3).
Объект был обнаружен 27 октября 1829 года британским астрономом Джоном Фредериком Уильямом Гершелем.
Этот объект входит в число перечисленных в оригинальной редакции «Нового общего каталога».